# Doteli
Doteli, även känt som Dotyali, är ett indoariskt språk som främst talas i västra Nepal. Språket har cirka 790 000 talare och ansågs tidigare vara en dialekt av Nepali, men klassificerades om som ett språk av Ethnologue 2012. Det finns fyra identifierade dialekter av språket: Dotyali, Baitadeli, Darchuli och Bajhangi Nepali. Dialekterna är enligt talare väldigt lika.